# Pitcairnia spicata
Pitcairnia spicata là một loài thực vật có hoa trong họ Bromeliaceae. Loài này được (Lam.) Mez miêu tả khoa học đầu tiên năm 1935.

## Hình ảnh

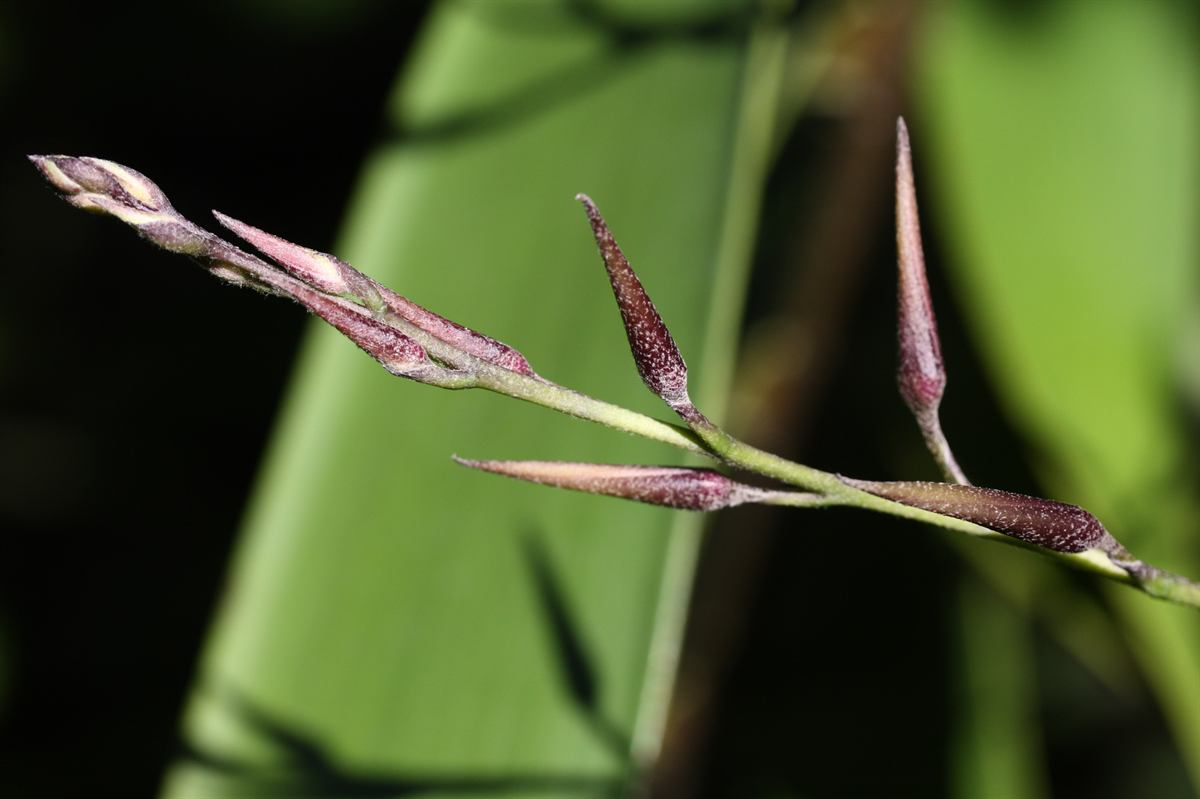
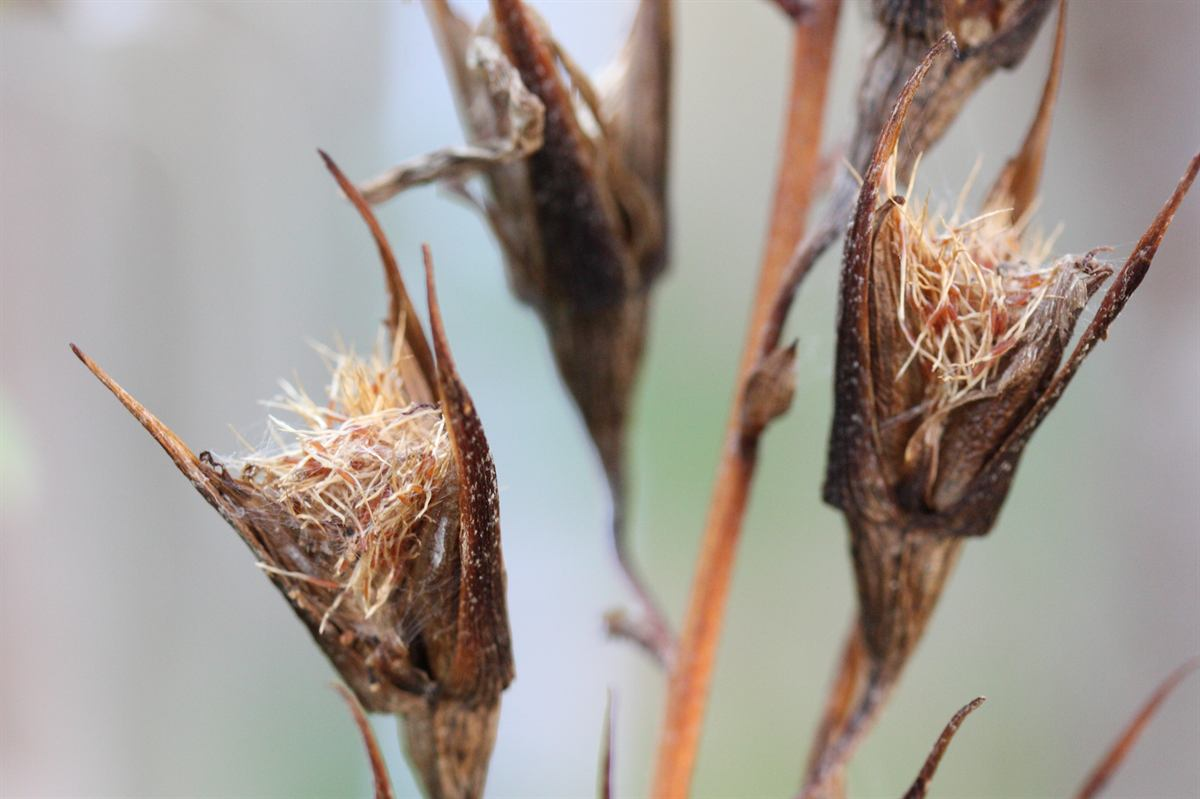
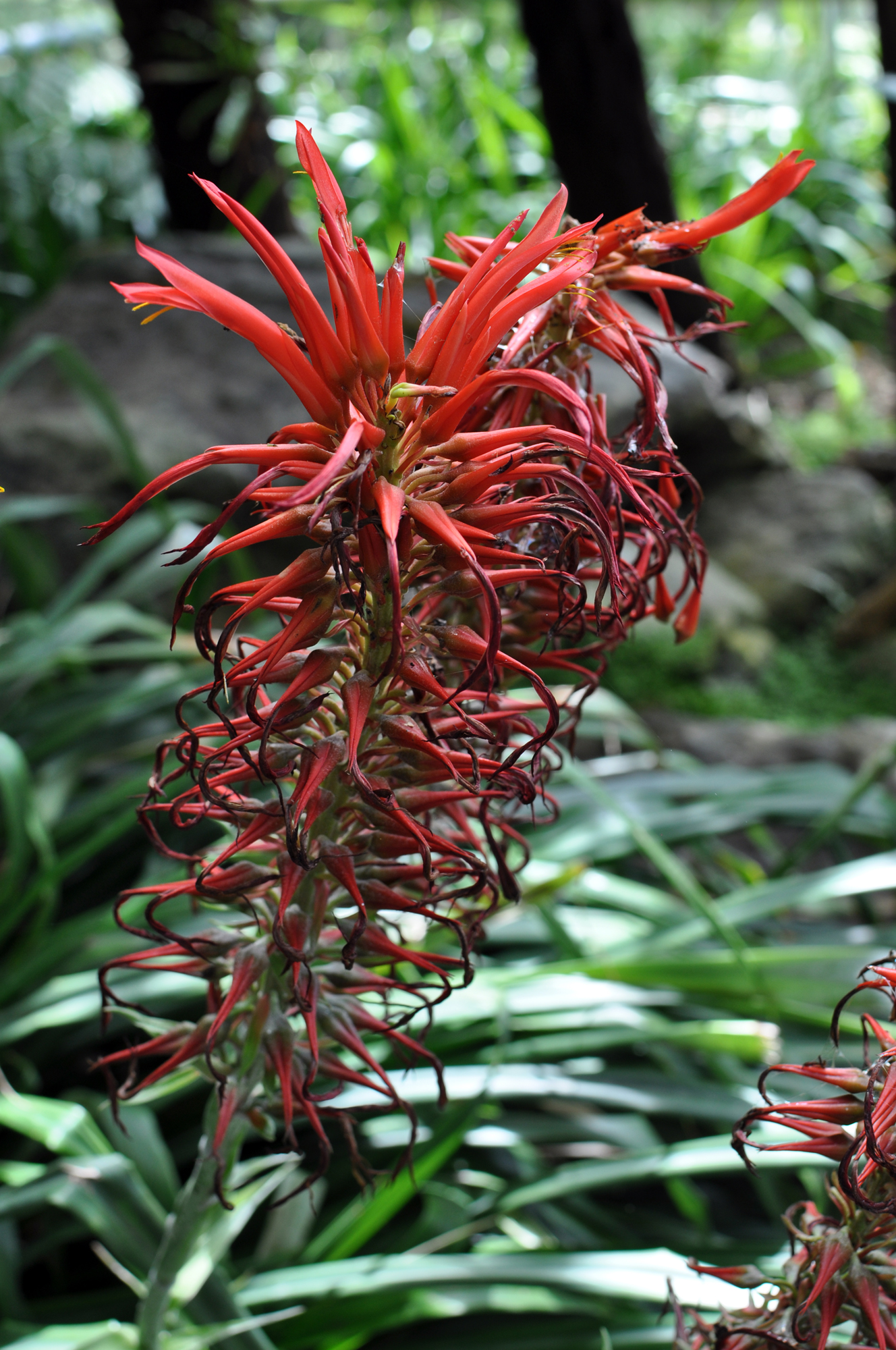